# ليليان هاينز
ليليان هاينز (بالإسبانية: Lilián Heinz)‏ هي منافسة ألعاب القوى أرجنتينية، ولدت في 26 يونيو 1935.

## وصلات خارجية
- ليليان هاينز على موقع أوليمبيديا (الإنجليزية)